# Telescopio Burrell Schmidt
Il telescopio Burrell Schmidt è un telescopio riflettore costruito nel 1941 e in uso all'osservatorio di Kitt Peak.

## Sviluppo

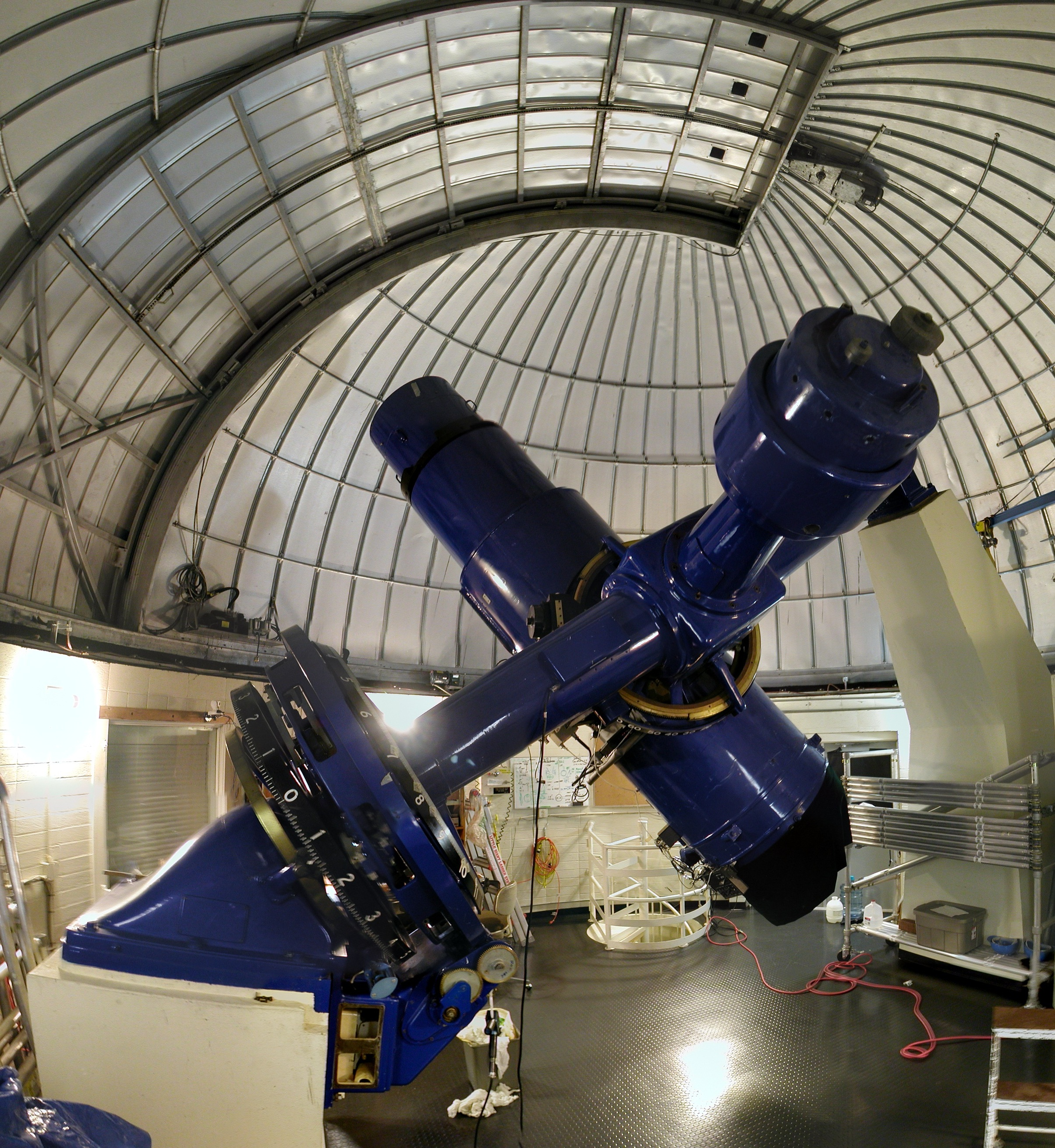
Interno della cupola

Il telescopio ha uno specchio primario del diametro di 90 cm, con correttore di 61 cm. Costruito dalla Case Western Reserve University nel 1941 in Ohio, dove rimase 38 anni, venne poi spostato a Kitt Peak nel 1979, dov'è attualmente condiviso con la National Optical Astronomy Observatory.